# 러브스토리 (1970년 영화)
《러브스토리》(영어: Love Story)는 에릭 시걸(Erich Segal)의 소설 러브스토리를 영화한 작품으로, 1970년 개봉하였다. 8년후에 후속작인 올리버 스토리가 개봉했다.

## 줄거리
명문가의 상속자인 하버드 대학교 학부생 올리버가 가난한 이탈리아 이민자 집안 출신인 래드클리프 칼리지(현재 하버드 학부의 일부) 학생 제니와 도서관에서 만나 사랑에 빠진다. 두 사람의 사랑은 결혼에 이르게 되지만 이 결혼을 반대한 올리버의 아버지는 아들에게 의절을 선언하고 원조를 끊어 버린다. 올리버는 자비로 어렵게 하버드 로스쿨에 입학하게 되고 제니는 사립학교 교사로 취직하여 둘은 학교 근처에 위치한 집의 꼭대기 층을 얻어 힘들게 생활한다. 올리버가 로스쿨을 전교 3등으로 졸업하고 뉴욕의 유명 로펌에 취직함으로써 겨우 이제 행복이 찾아오는 듯했으나 올리버는 제니가 백혈병 말기라는 충격적인 사실에 직면하게 된다.

## 주연
- 알리 맥그로우 (제니 역)
- 라이언 오닐 (올리버 역)
- 존 말리 (필 역)
- 레이 밀랜드 (올리버 바렛 3세 역)

## 스태프
- 감독: 아서 힐러
- 각본: 에릭 시걸
- 제작: 하워드 G. 민스키
- 음악: 프랑시스 레이
- 특배: 동아흥행 주식회사[1][2]

## 한국판 성우진

### KBS 첫 더빙 (1981년 1월 4일)
- 주희 - 제니(알리 맥그로우)
- 박상일 - 올리버(라이언 오닐)
- 임종국 - 올리버 배럿 3세(레이 밀랜드)

### KBS 재더빙 (1997년 11월 10일)
- 구자형 - 올리버(라이언 오닐)
- 함수정 - 제니(알리 맥그로우)
- 김계원 - 샤펠리 의사(시드니 워커)
- 박상일 - 올리버의 아버지(레이 밀랜드)
- 김정경 - 제니의 아버지(존 마리)
- 김정희 - 올리버의 엄마(캐서린 밸포)
- 양정애 - 올리버의 유모(수디 본드)
- 전인배 - 올리버의 친구(존 메렌스키)
- 김영진 - 올리버의 친구(토미 리 존스) / 학장(러셀 나이피) / 하키 경기 해설

#### KBS판 스태프
- 음악: 박복규 (구더빙판)
- 효과: 최병관 (구더빙판)
- 녹음: 김동길 (구더빙판)
- 번역: 배현나 (구더빙판) → 정은주 (신더빙판)
- 연출: 김종현 (구더빙판)
- 우리말제작: KBS 한국방송 (구더빙판) → KBS 미디어 (신더빙판)

## 기타사항
올리버와 제니퍼의 결혼식에서 제니퍼는 올리버를 위해 직접 고른 엘리자베스 배럿 브라우닝의 시와 월트 휘트먼의 열린 길의 노래를 낭독하였다. 